# アンヘル・ペルドモ
アンヘル・デビッド・ペルドモ（Ángel David Perdomo, 1994年5月7日 - ）は、ドミニカ共和国サン・クリストバル州サン・クリストバル出身のプロ野球選手（投手）。左投左打。MLBのアスレチックス所属。

## 経歴

### プロ入りとブルージェイズ傘下時代
2011年11月にアマチュア・フリーエージェントでトロント・ブルージェイズと契約してプロ入り。
2012年、傘下のルーキー級ドミニカン・サマーリーグ・ブルージェイズでプロデビュー。7試合に登板して防御率5.40、13奪三振を記録した。
2013年もルーキー級ドミニカン・サマーリーグ・ブルージェイズでプレーし、12試合（先発2試合）に登板して0勝1敗2セーブ、防御率3.04、43奪三振を記録した。
2014年はアメリカ本土へ渡ってからルーキー級ガルフ・コーストリーグ・ブルージェイズでプレーし、13試合（先発3試合）に登板して3勝2敗1セーブ、防御率2.54、57奪三振を記録した。
2015年はアパラチアンリーグのルーキー級ブルーフィールド・ブルージェイズとA-級バンクーバー・カナディアンズでプレーし、2球団合計で14試合（先発12試合）に登板して10勝8敗、防御率2.60、67奪三振を記録した。
2016年はA級ランシング・ラグナッツでプレーし、27試合（先発25試合）に登板して5勝7敗1セーブ、防御率3.19、156奪三振を記録した。また、7月にはオールスター・フューチャーズゲームの世界選抜にも選出されている。
2017年はA+級ダニーデン・ブルージェイズでプレーし、16試合に先発登板して5勝6敗、防御率3.70、65奪三振を記録した。
2018年もA+級ダニーデンでプレーし、26試合（先発12試合）に登板して1勝5敗1セーブ、防御率3.63、100奪三振を記録した。オフの11月2日にFAとなった。

### ブルワーズ時代
2018年11月12日にミルウォーキー・ブルワーズとマイナー契約を結んだ。
2019年は傘下のAA級ビロクシ・シャッカーズとAAA級サンアントニオ・ミッションズでプレーし、2球団合計で47試合に登板して5勝2敗1セーブ、防御率4.28、107奪三振を記録した。オフの11月2日に40人枠入りした。
2020年8月13日にメジャー初昇格を果たし、18日のミネソタ・ツインズ戦でメジャーデビュー。この年はメジャーで3試合に登板して防御率20.25、5奪三振を記録した。
2021年は19試合に登板して1勝0敗、防御率6.35、28奪三振を記録した。

### レイズ傘下時代
2022年7月19日にウェイバー公示を経てタンパベイ・レイズへ移籍した。移籍後は傘下のAAA級ダーラム・ブルズへ送られた。30日にデビッド・ペラルタの加入に伴いDFAとなった。

### パイレーツ時代
2022年12月22日にピッツバーグ・パイレーツとマイナー契約を結んだ。2023年6月3日にメジャー契約を結んでアクティブ・ロースター入りした。8月20日に左肘の違和感により60日間の負傷者リストに入り、これ以降の登板はなかった。10月6日にトミー・ジョン手術を受け、2024年シーズンは全休する見込みとなった。11月2日に40人ロースターから外れ、傘下AAA級インディアナポリス・インディアンズに配属された。

### ブレーブス傘下時代
2023年11月6日にウェイバー公示を経てアトランタ・ブレーブスへ移籍した。同月17日にノンテンダーFAとなるも、12月7日に単年のスプリット契約を結び直した。
2024年は前年に受けた手術の影響で、シーズンを全休した。

### アスレチックス時代
2025年3月17日に金銭または後日発表選手とのトレードでロサンゼルス・エンゼルスに移籍したが、25日にティム・アンダーソンの昇格に伴ってDFAとなり、30日にウェイバー公示を経てアスレチックス（旧オークランド・アスレチックス）へ移籍した。

## 詳細情報

### 年度別投手成績
| 年 度    | 球 団    | 登 板 | 先 発 | 完 投 | 完 封 | 無 四 球 | 勝 利 | 敗 戦 | セ 丨 ブ | ホ 丨 ル ド | 勝 率 | 打 者 | 投 球 回 | 被 安 打 | 被 本 塁 打 | 与 四 球 | 敬 遠 | 与 死 球 | 奪 三 振 | 暴 投 | ボ 丨 ク | 失 点 | 自 責 点 | 防 御 率 | W H I P |
| -------- | -------- | ----- | ----- | ----- | ----- | -------- | ----- | ----- | -------- | ----------- | ----- | ----- | -------- | -------- | ----------- | -------- | ----- | -------- | -------- | ----- | -------- | ----- | -------- | -------- | ------- |
| 2020     | MIL      | 3     | 0     | 0     | 0     | 0        | 0     | 0     | 0        | 0           | ----  | 19    | 2.2      | 3        | 0           | 7        | 1     | 1        | 5        | 0     | 1        | 7     | 6        | 20.25    | 3.75    |
| 2021     | MIL      | 19    | 0     | 0     | 0     | 0        | 1     | 0     | 0        | 0           | 1.000 | 79    | 17.0     | 12       | 4           | 16       | 2     | 2        | 28       | 1     | 1        | 12    | 12       | 6.35     | 1.65    |
| 2023     | PIT      | 30    | 0     | 0     | 0     | 0        | 3     | 2     | 0        | 6           | .600  | 117   | 29.0     | 21       | 3           | 11       | 3     | 3        | 44       | 0     | 0        | 14    | 12       | 3.72     | 1.10    |
| MLB：3年 | MLB：3年 | 52    | 0     | 0     | 0     | 0        | 4     | 2     | 0        | 6           | .667  | 215   | 48.2     | 36       | 7           | 34       | 6     | 6        | 77       | 1     | 2        | 33    | 30       | 5.55     | 1.44    |

- 2024年度シーズン終了時

### 年度別守備成績
| 年 度 | 球 団 | 投手（P） | 投手（P） | 投手（P） | 投手（P） | 投手（P） | 投手（P） |
| 年 度 | 球 団 | 試 合     | 刺 殺     | 補 殺     | 失 策     | 併 殺     | 守 備 率  |
| ----- | ----- | --------- | --------- | --------- | --------- | --------- | --------- |
| 2020  | MIL   | 3         | 0         | 0         | 0         | 0         | ----      |
| 2021  | MIL   | 19        | 0         | 2         | 1         | 0         | .667      |
| 2023  | PIT   | 30        | 1         | 1         | 0         | 1         | 1.000     |
| MLB   | MLB   | 52        | 1         | 3         | 1         | 1         | .800      |

- 2024年度シーズン終了時

### 記録
MiLB
- オールスター・フューチャーズゲーム選出：1回（2016年）

### 背番号
- 47（2020年 - 2021年）
- 68（2023年）
- 52（2025年 - ）